# Bayoumi Andil
Bayoumi Andil (31 de julio de 1942 - 8 de octubre de 2009) fue un lingüista y escritor egipcio, autor de una gran cantidad de libros sobre la cultura y el lenguaje de ese país. Fue uno de los investigadores y lingüistas más reconocidos en el área de la lengua moderna egipcia.

## Obra
En su libro más destacado, The present State of Culture in Egypt (El estado actual de la cultura en Egipto), Andil afirma que los egipcios han tratado de cambiar su idioma y sus costumbres, al igual que su propia religión, luego de aceptar el cristianismo en el siglo I y nuevamente tras la conquista de Arabia sobre Egipto en el año 641 d. C. Andil también afirma en su libro que los egipcios han convertido al cristianismo y al islamismo a sus propias costumbres y argumenta que el espíritu egipcio de la antigüedad solo ha podido sobrevivir en la cultura oral de los egipcios iletrados, cuya condición los ha protegido de acabar con su patrimonio cultural ancestral. Andil también publicó muchos artículos, en los cuales afirmaba que el lenguaje Masri era simplemente la cuarta etapa del idioma egipcio y que no debía ser considerado como una variación válida de la lengua árabe, sino simplemente una evolución del idioma copto y de la lengua egipcia antigua. Las diferencias gramaticales, morfológicas y fonéticas entre el idioma egipcio y el árabe son lo suficientemente dispares para categorizarlas en dos grupos diferentes, y las similitudes entre el primero y el idioma antiguo de Egipto son muy marcadas para considerar al Masri como una evolución de la lengua egipcia de antaño.
Desde la década de 1980, la obra de Andil se enfocó en promover el nacionalismo en Egipto. Pese a su gran admiración por Taha Hussein, uno de los pilares intelectuales de la primera mitad del siglo XX en Egipto, Andil fue un crítico de la publicación Mustaqbal al-Thaqafa fi Misr (El futuro cultural de Egipto) de Hussein, pues percibió que en dicho texto la definición de la cultura egipcia no era totalmente acertada.

### Defensa de la pluralidad
Bayoumi se enfocó en la pluralidad como una dimensión importante de la cultura egipcia. Los mitos egipcios se referían a una gran cantidad de dioses. Seguidores de diferentes dioses solían llevar a cabo grandes festivales para celebrarlos. Sin embargo, estos festivales eran universales; los seguidores de Osiris celebraban a Ra y viceversa, mientras que los seguidores de Amón santificaron a Isis, y así sucesivamente. Este fenómeno puede verse hoy en día, pues en la actualidad los habitantes de El Cairo celebran a Mulid al-Sayed al-Badawi de Tanta, mientras que los alejandrinos celebran a Mulid Abul-Haggag de Luxor. De la misma manera, los musulmanes celebran los Mulids coptos, como los que celebran para conmemorar la Santa Virgen de St. Barsoum al-Erian. Tales manifestaciones de pluralidad promueven el valor de reconocer y aceptar al otro. No había lugar para tal valor bajo el mandato de Akenatón, quien, exigiendo la adoración exclusiva de un dios (Atón), se convirtió en el fundador de la cultura del takfir (considerando a los diferentes en la religión como infieles) que prevalece actualmente en la mayoría de las sociedades árabes y musulmanas. Sin embargo, Akenatón es comúnmente reverenciado como el padre del monoteísmo.

### Identidad egipcia
Andil afirmaba que la cultura de una nación era la suma de un sistema de valores creado por su propia gente sobre el desarrollo total de la historia de dicha nación. Creía que la cultura en Egipto era el resultado de una civilización basada en la agricultura y que los antepasados egipcios fueron los primeros en establecer un calendario solar y la base para el estudio de la medicina y la geometría. El arqueólogo James H. Breasted estuvo de acuerdo en su hipótesis sobre la creación del primer sistema de escritura por parte de los antiguos egipcios.
En síntesis, el proyecto cultural de Andil se basaba en una pregunta: ¿aún existen verdaderos egipcios? Las tribus árabes semitas basaban su éxito en la violencia y el saqueo de las tierras ajenas, mientras que los valores de la tolerancia y el respecto caracterizaban a la cultura egipcia, que se basaba en una sociedad netamente agrícola. Dicho conflicto entre ambas culturas se encuentra bien expresado en la publicación Hadher al-Thaqafa fi Misr (El presente de la cultura egipcia). Contrario a Taha Hussein y a Salama Moussa, quienes se oponían a la arabización de Egipto pero fijaban su mirada en el Mediterráneo, Andil creía que la civilización egipcia era africana en primer lugar. Por lo tanto creía que los egipcios deberían aferrarse a sus raíces africanas y evitar una identidad árabe que por más de catorce siglos había corrompido sus tradiciones milenarias. Aunque el proyecto de Andil no fue bien visto por algunos académicos, nunca hubo un solo estudio que pudiera refutar sus premisas.